# Четкинваам
Четкинваам — река на Дальнем Востоке России, протекает по территории Анадырского района Чукотского автономного округа.
Длина реки — 56 км.
Названа по горе Чьоткын (с чукот. — «сосок груди»), с северо-западных склонов которой река берёт свои истоки. Протекает в узкой межгорной долине Корякского нагорья, впадает в Хатырку справа.
Притоки — Номкэн, Поворотный, Олений, Тихий, Одинокий; в верховье связана протокой с озером Четкингытгын.